# Izidor Cankar
Izidor Cankar [ízidor cánkar], umetnostni zgodovinar, diplomat, pisatelj, kritik in prevajalec, * 22. april 1886, Šid v Vojvodini, † 22. september 1958, Ljubljana.

## Življenje
Rodil se je kot prvi od sedmih otrok Andreja in Marije, rojene Huber. Izidorjeva mati je bila sremska Nemka iz premožne družine. Otroška leta je preživel pri teti Karolini, poročeni Hofbek. Gibal se je v krogih bogatih družin sremskih Nemcev, kar je vplivalo na njegov kasnejši življenjski slog. V tetini hiši se je govorilo samo nemško in hrvaško, tako se je Izidor naučil govoriti slovensko šele po prihodu v Ljubljano, leta 1897, kamor je prišel s pomočjo bratranca Ivana Cankarja. V Ljubljani je končal klasično gimnazijo in študij bogoslovja. Nato je študiral estetiko na univerzi v Louvainu in umetnostno zgodovino pri Maxu Dvořáku na Dunaju, kjer je 1913 doktoriral. V letih 1914–1919 je bil urednik revije Dom in svet, v letu 1918/1919 pa glavni urednik časnika Slovenec. V zimskem semestru 1919/20 je postal docent, 1923 izredni in 1928 redni profesor umetnostne zgodovine na Univerzi v Ljubljani.
Ob razpadu Avstro-Ogrske je v Zagrebu dejavno sodeloval pri združitvi južnoslovanskih narodov monarhije v državo SHS. Leta 1920 je na Ljubljanski univerzi utemeljil katedro za umetnostno zgodovino, na kateri je predaval do vstopa v diplomatsko službo, v naslednjih letih pa je ustanovil Umetnostnozgodovinsko društvo in Zbornik za umetnostno zgodovino. Reorganiziral je Narodno galerijo in dal pobudo za ustanovitev Moderne galerije. Leta 1926 je opustil duhovniški poklic, saj se ni mogel več strinjati z institucijo celibata. Istega leta se je poročil s hčerko mecenskega podjetnika Dragotina Hribarja Ničo. Po tragični smrti prvorojenke Kajtimare sta se zakonca drug drugemu odtujila, čeprav sta navzven ohranjala videz srečnega zakona, tudi zaradi diplomatskega protokola. 
V letih 1936–1944 je opravljal službo poslanika kraljevine Jugoslavije v Argentini in Kanadi. Leta 1944 je postal minister za prosveto, pošto in telegraf v vladi Ivana Šubašića v Londonu, vendar je že čez nekaj mesecev odstopil. V istem času se je povezal z OF. Po vojni je bil jugoslovanski poslanik v Grčiji. Leta 1947 se je upokojil. Priznali so mu samo profesorsko pokojnino in ne ministrske. V pokoju je veliko prevajal in se posvečal pisanju umetnostnozgodovinskih študij. Leta 1953 je bil le izvoljen za rednega člana Slovenske akademije znanosti in umetnosti (SAZU), saj je bilo leta 1949 izdano negativno mnenje o njem. Naslednje leto (1954) se je uradno ločil od Niče. Osamljenost je postala stalnica v njegovem življenju. Padal je v melanholijo in obtoževanje sveta. Tik pred smrtjo se je s pomočjo Frana Saleškega Finžgarja zopet vrnil k veri. 13. septembra mu je bilo podeljeno sveto bolniško maziljenje. Umrl je 22. septembra 1958 v sanatoriju Emona. Pokopan je na Žalah v Ljubljani. Izidorja Cankarja sta kiparsko upodobila Jakob Savinšek in Mirsad Begić. Kip prvega je postavljen v avli Moderne galerije v Ljubljani.

## Delo
V mladosti se je začel ukvarjati s problematiko estetskega vrednotenja, ki ji je v letih 1908–1923 posvetil vrsto spisov, mdr. Evolucionizem v estetiki, Pogovori o umetnosti in Trideset let, v katerih se je ob nasprotovanju tomistični estetiki bližal formalističnemu umetnostnemu nazoru, ta tematika zaznamuje tudi njegovo literarno delo. V letih 1909–1910 je v časopisu Dom in svet opozoril nase s serijo Obiski, kjer je objavljal pogovore z Ivanom Cankarjem, Finžgarjem, Župančičem, Tavčarjem, Jakopičem. Z Obiski je bila na Slovenskem prvič upodobljena besedilna vrsta intervjuja. V isti reviji je od leta 1913, pod psevdonimom Franc Bregar, v nadaljevanjih objavljal roman S poti Arhivirano 2018-12-28 na Wayback Machine., ki velja za prvi slovenski esejistični roman. Roman ima obliko potopisnega dnevnika po Italiji. Besedilo je prepleteno z dialogi med glavnima junakoma, pripovedovalcem in njegovim prijateljem Fritzem, ki izrisujejo podobo svetovnonazorskih, filozofskih in umetnostnih dilem fin de siècla. Po objavi novel Obračun (1914), Začetek in konec ter Razprava (1916) je skoraj popolnoma opustil leposlovje. Uredil in komentiral je Cankarjeve Zbrane spise (1925–1936) in Pisma Ivana Cankarja (1948). Prevajal je iz angleščine (Swift), francoščine (Maurois) in nemščine (Kant). Umetnostne zgodovine na Slovenskem ni utemeljil le s svojim organizacijskim in pedagoškim delom, temveč tudi s publiciranjem. Leta 1920 je ustanovil Slovensko umetnostnozgodovinsko društvo, ki od leta 1999 podeljujejo nagrade, priznanja in častna priznanja Izidorja Cankarja. Leta 1921 pa je postal urednik Zbornika za umetnostno zgodovino ZUZ, ki ga Slovensko umetnostnozgodovinsko društvo izdaja še danes. V zborniku je objavljal zgodovinske študije, npr. Umetnost v krščanskem slovstvu v 2. stol. (1921), Razmerje krščanstva do umetnosti v Tertullianovi dobi (1923) Potočnikove risbe (1924). Bil je prvi urednik odbora za Slovenskega biografskega leksikona. Leta 1927 je v Ljubljanskem zvonu objavil Uvod v umevanje likovne umetnosti, v katerem je po zgledu Heinricha Wölfflina razvil sistematiko stila oziroma umetnostno tipologijo. Glede na vsebino umetnin je določil tri sloge, in sicer idealizem, realizem in naturalizem, glede na njihovo formo pa prav tako tri: ploskoviti, plastični in slikoviti slog. Istega leta je začel objavljati snopiče Zgodovine likovne umetnosti v zahodni Evropi, v kateri je v skladu z lastno teorijo pregledal razvoj sloga od starokrščanske do renesančne umetnosti.

## Poimenovanja
Glej: Nagrade in priznanja Izidorja Cankarja
Slovensko umetnostnozgodovinsko društvo od leta 1999 bienalno podeljuje nagrade, priznanja in častna priznanja Izidorja Cankarja za izjemne zasluge pri preučevanju umetnostne dediščine.